# In God We Trust
IN GOD WE TRUST（イン・ゴッド・ウィー・トラスト）とは、アメリカ合衆国における公式な国家の標語である。日本語で「我々は神を信じる」（われわれはかみをしんじる）という意味。フロリダ州の標語でもある。
この標語は、1864年に最初にアメリカ合衆国ドルの硬貨に印字されたが、公式な標語となったのは1956年である。

## 概要
1782年に、アメリカ合衆国の国章へ「E Pluribus Unum（多数から成る一つ、の意）」の標語を印字することが承認された。この標語は、事実上の国家の標語として広く認識されていたが、1956年に『IN GOD WE TRUST』という成句が国家の公式な標語となった。アメリカ合衆国議会の流れを記した連邦議会本会議議事録（Congressional Record）にも、議会がこの成句を「国家の公式な標語にする」文言が記載されている。
標語の由来には諸説あるが、フランシス・スコット・キーが歌詞を1814年に作成したことで知られる、「星条旗」の最終連にある歌詞が、考えられている由来の一つである。
また、エイブラハム・リンカーン第16代大統領の秘書であったジョン・ミルトン・ヘイも可能性の一つとして挙げられる。ヘイはラテン語で『In Deo Speramus（我、神を信ず）』の標語があるブラウン大学の卒業生だった。
信教の自由は、神の存在を信じなくてよい権利も含まれている。そのため『IN GOD WE TRUST』が、信教の自由を侵すものではないかとして、一部で議論が持ち上がっている。

## 歴史
合衆国財務省の公式ウェブサイトより抜粋。

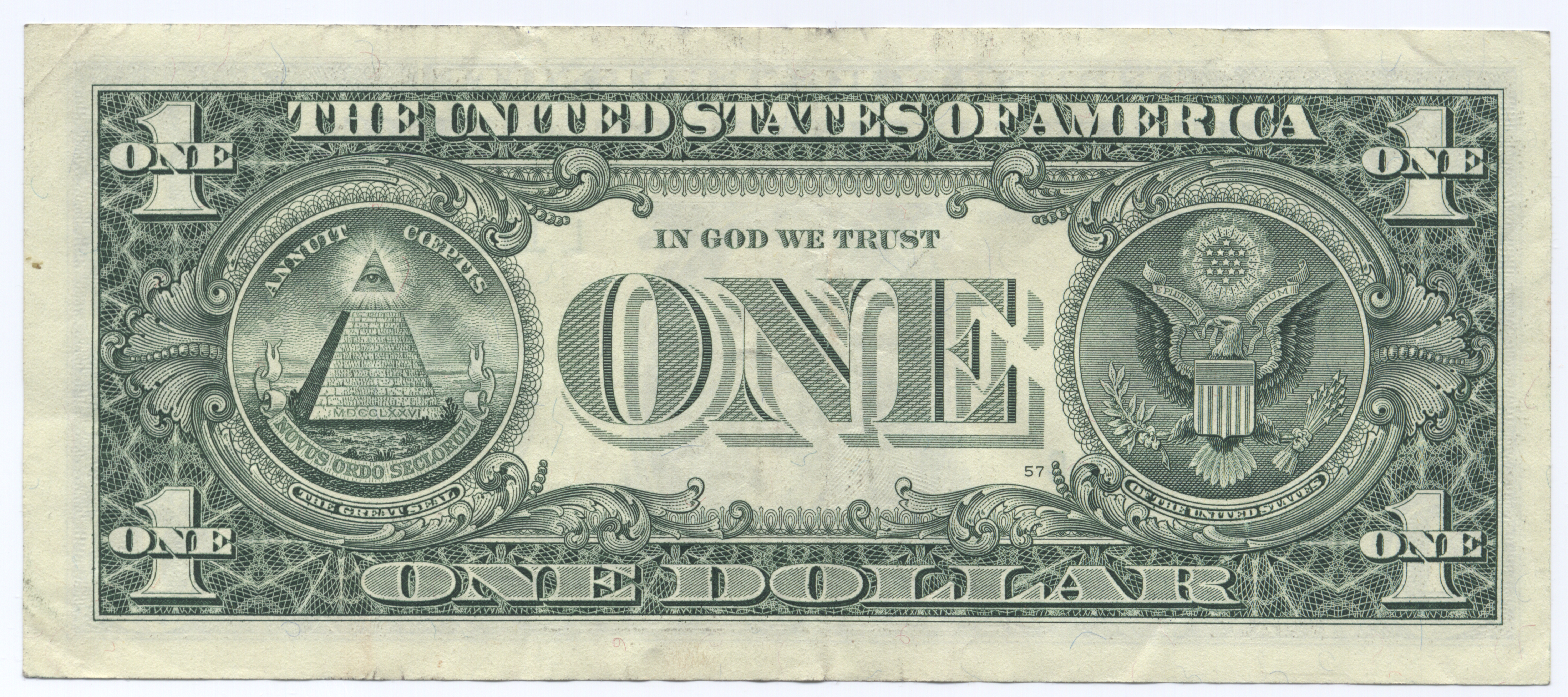
1ドル紙幣に印刷されている「」の文字

この「IN GOD WE TRUST」の標語は、南北戦争で大きな役割を果たしたので、アメリカ合衆国の硬貨に大きく表記されている。財務長官であったポートランド・チェイスのもとに、アメリカ中の敬虔なキリスト教徒から、硬貨に「神」を明確に記載するようにと多くの嘆願が寄せられた。
財務省の記録には、1861年11月13日に、硬貨に記されている神を表記するように求める最初の手紙が届いたとある。その手紙は財務長官宛で、差出人はペンシルベニア州リドリーで、牧師をしていたM. R.ワーキンソンからのものであった。
その結果、ポートランドはフィラデルフィアの造幣局局長であるジェームズ・ポロックに、1861年11月20日付けの手紙で標語を準備するように命令した。
1837年1月18日のアメリカ合衆国議会で、アメリカ合衆国の硬貨に標語を表記すべきだとの結論に達した。
1863年12月、造幣局局長は1セント硬貨、2セント硬貨、3セント硬貨の新しいデザインをポートランドに提出した。造幣局局長は硬貨に表記する標語の案として、「OUR COUNTRY」「OUR GOD」「GOD, OUR TRUST」を提出した。
1863年12月9日の造幣局局長に対するポートランドの手紙の初めには、こう記されてあった。
しかし、それは神の存在を明確に記述しているとは言えなかったので、「IN GOD WE TRUST」に変更された。
1864年4月22日に、硬貨のデザインの変更に関する法律が議会に承認された。この法律により、1セント硬貨と新しく鋳造される2セント硬貨のデザインの詳細が決定された。また、造幣局局長はこれらの硬貨のデザインに関する財務長官の最終承認を受けた。
こうして「IN GOD WE TRUST」の標語は、1864年の2セント硬貨に初めて表記されることとなった。
また1865年3月3日に、造幣局局長が財務長官の許可の下で全ての金貨や銀貨にモットーを表記することができるようになる、新しい法案が議会に可決された。
この法律の制定に伴い、20ドル金貨、10ドル金貨、5ドル金貨にもモットーが表記された。また、1866年からは1ドル銀貨、50セント硬貨、25セント硬貨、5セント硬貨にも標語が表記されている。その後の1873年2月12日には、4回目となる貨幣制度の変更が行われた。また、財務長官はこう述べている。「この「IN GOD WE TRUST」のモットーを硬貨に表記することにより、この標語に対する国民の理解を得ることができるだろう。」
しかし、この標語はあまり普及しなかった。
1883年に5セント硬貨から標語が消され、1938年のニッケル硬貨が生産され始めるまで標語は使用されなかった。しかし、1938年からは、アメリカ合衆国の全ての硬貨に「IN GOD WE TRUST」が刻印されることとなった。
また、1907年より流通している10ドル金貨と20ドル金貨のデザインの新案から、この標語が再び消されることが明らかとなった。しかし民衆からの要望があったので、1908年5月18日に議会は再び全ての硬貨に標語を表記することが推奨された。ただし、1セント硬貨と5セント硬貨への標語の表記は除外されていた。しかし、財務長官か造幣局局長の働きがあり、表記することができるようになった。
セオドア・ルーズベルトといったアメリカ合衆国大統領は、アメリカ合衆国連邦政府の「俗悪な」標語の一部に「God」という字を入れることに難色を示していた。1907年11月11日、ルーズベルト大統領がウィリアム・ボードリーに当てた手紙には、こう書かれている。
しかしながら、1セント硬貨では1909年から、10セント硬貨は1916年から「IN GOD WE TRUST」が表記され続けている。1ドル硬貨、50セント硬貨、25セント硬貨にも、1908年1月1日から「IN GOD WE TRUST」が表記され続けている。
「IN GOD WE TRUST」は、1ドル紙幣に紙幣として初めて表記され、1957年10月1日より流通された。製版印刷局(BEP)は、紙幣の印刷法を顔料を用いた凹版印刷に変えた。この間、流通している紙幣は「IN GOD WE TRUST」が表記されている紙幣に、だんだんと入れ替わっていった。
そして、広範囲にわたる近代化の一端として、製版印刷局は1957年に印刷速度を改良した新しい印刷機を開発し、導入した。この導入によって、製版印刷局は1枚の紙に32枚の紙幣を印刷できるようになった。
1ドル紙幣は、この新しい印刷機で製造された最初の紙幣となった。新しく決定したデザインの裏面にはモットーが表記されていたので、1ドル紙幣のシリーズ1957-A、1957-Bに、再び標語が表記された。
1935-A、1935-B、1935-C、1935-D、1935-E、1935-F、1935-G、1935-H などの1ドル紙幣のシリーズ1935は、インクを用いた平圧式印刷機で刷られている。
P.L. 84-140は高価な印刷版が莫大な費用の原因であるとし、印刷版を変えることを決定した。この法律によって、製版印刷局は「IN GOD WE TRUST」が表記されている紙幣にゆっくりと換えていくこととなった。そのためシリーズ 1935-E と 1935-F には「IN GOD WE TRUST」が表記されていないが、1961年にはシリーズ1935-Gの裏面に「IN GOD WE TRUST」が表記されるようになった。
しかし、早い時点で印刷されたシリーズ1935-Gには「IN GOD WE TRUST」が表記されていない。ただしシリーズ 1935-H には、全てに「IN GOD WE TRUST」が表記されている。
2007年3月7日、アメリカ合衆国の造幣局は、新しい1ドル硬貨に誤って「IN GOD WE TRUST」の標語が刻印されていないものが紛れていると発表した。これらの硬貨は2007年2月15日以降に出荷されており、専門家の見解では少なくとも5万人以上に流通していると見積もられている。この硬貨はすぐにコレクターたちの注目の的となった。

## 各州での使用
「In God We Trust」はジョージア州旗、フロリダ州旗、ミシシッピ州旗、フロリダ州紋に使用されている。ジョージア州旗には、2001年にデザインに含められることが決まり、2003年に実際に表記された。ミシシッピ州では、従来の南軍旗の意匠が用いられた旗の代わりに2020年に定められた新州旗に表記されている。
2007年からはインディアナ州、ノースカロライナ州、サウスカロライナ州、オハイオ州では、ナンバープレートのデザインとして表記するかしないかを選択することができるようになった。2006年にはジェブ・ブッシュ州知事により、ジョージア州の正式なモットーとなった。2008年5月28日には、チャーリー・クリスト・フロリダ州知事は条例を改正し、「In God We Trust」を自動車のナンバープレートに表記することを義務づけた。

## 国民による使用
「In God We Trust」をアメリカ合衆国の標語とする法案は、第84期合衆国議会によって可決され、ドワイト・D・アイゼンハワー大統領も「In God We Trust」をアメリカ合衆国の標語とすることに協調したので、1956年7月30日に正式に承認された。
また、第84期合衆国議会は、「帝国主義的かつ物質主義的な共産主義が、自由を破壊し、奪い去ろうとしていることは正しい」から「この国が神を信じる限り、必ず勝利する」という意味での「私たちのこの自明の真実を忘れるな」へと変革するために、「IN GOD WE TRUST」を全ての通貨に表記することを、冷戦の区切りとして必要とした。

## 法的立場
硬貨における標語の使用は、法律により推奨されている。
1908年5月18日の議会の決定により、法によって標語の使用が推奨されたので、1908年は最も頻繁に標語の必要性が叫ばれた年であった（しかし、1セント硬貨と5セント硬貨への標語の表記は推奨されていなかった）。1938年からは、全ての硬貨に標語が表記されている。1873年の法律では、標語の表記は許可されていたが、義務ではなかった。
紙幣への標語の表記は、1957年から1966年にかけて行われた。

## 議論

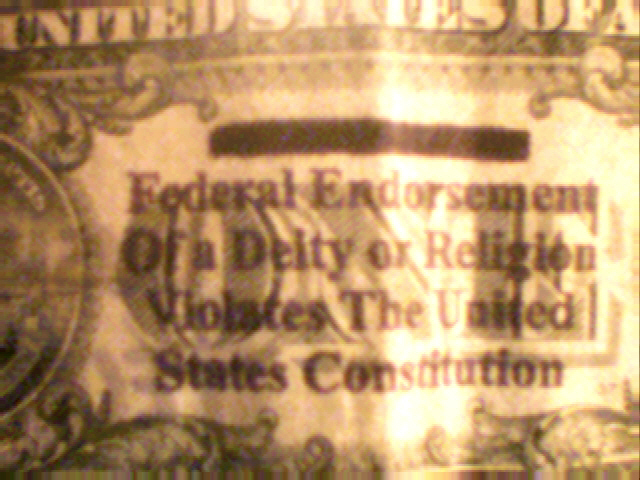
標語が横線で塗りつぶされ、その表記は違憲である旨の抗議文がスタンプされた1ドル紙幣

この標語は、アメリカ人に論争を呼び、それはいまだに継続している。
2003年のギャラップ調査によると、「アメリカ人の90%は硬貨に標語を表記すること」に「賛成」している。
しかし、アメリカ合衆国憲法修正第1条の国教禁止条項によれば、「アメリカ合衆国議会は宗教に関する法律を制定しない」とある。また一部の評論家は、「標語を貨幣に表記することは、神への信仰を基にして金儲けを行っている」と批判した。
だが合衆国最高裁判所は「In God We Trust」は、宗教的な意味を持っていないとし、容認した。このことは「歴史・人格・文脈」を失った「儀式的な自然神教」であると皮肉られた。
また、憲法学者達は、合衆国憲法が個人の意見や主観的な歴史分析をなおざりにしていると反論した。活動家には、抗議活動の一環として紙幣の標語を横線で消すことを行う者もいる。
法律（18 U.S.C. § 333）は、この議論について言及するために意図的に制定されている。また、この議論は言論の自由に相当するため、法律で禁止することはできない。同様に「神」の文字を貨幣から取り去り、連邦準備制度理事会の設定した標準を満たして再流通させることは不可能である。
アメリカ合衆国大統領セオドア・ルーズベルトは、「神という単語を貨幣に表記することが、神への冒涜である」と考えたため、貨幣に標語を表記することに異議を唱えた。